# 유복 (수고후)
유복(劉福, ? ~ 기원전 65년)은 전한 후기의 제후로, 청하강왕의 아들이다.

## 행적
본시 4년(기원전 70년), 수고후(修故侯)에 봉해젔다.
원강 원년(기원전 65년), 도적떼를 숨겨준 죄로 기시에 처하였다.

## 출전
- 반고, 《한서》 권15하 왕자후표 下

| 선대 (첫 봉건) | 전한의 수고후 기원전 70년 ~ 기원전 65년 | 후대 (봉국 폐지) |